# Graphium polistratus
Graphium polistratus är en fjärilsart som först beskrevs av Grose-smith 1889.  Graphium polistratus ingår i släktet Graphium och familjen riddarfjärilar. IUCN kategoriserar arten globalt som livskraftig.
Artens utbredningsområde är Tanzania. Inga underarter finns listade i Catalogue of Life.